# Konami Classics Series: Arcade Hits
Konami Classics Series: Arcade Hits, utgivet som Konami Arcade Collection i Japan och som Konami Arcade Classics i Europa och Oceanien, är en samling med 15 arkadspel från Konami, utgivna till Nintendo DS 2007. medan spelet behöll det ursprungliga namnet i Europa.

## Spel
| Titel            | Släppår |
| ---------------- | ------- |
| Scramble         | 1981    |
| Tutankham        | 1982    |
| Pooyan           | 1982    |
| Time Pilot       | 1982    |
| Track & Field    | 1983    |
| Roc 'N Rope      | 1983    |
| Super Basketball | ?       |
| Circus Charlie   | 1984    |
| Road Fighter     | 1984    |
| Twinbee          | 1985    |
| Yie Ar Kung-Fu   | 1985    |
| Shao-Lin's Road  | 1985    |
| Gradius          | 1985    |
| Rush'n Attack    | 1985    |
| Contra           | 1987    |

### Fotnoter
1. ↑  ”Konami Classics Series: Arcade Hits” (på engelska). Mobygames. 13 mars 2007. http://www.mobygames.com/game/nintendo-ds/konami-classics-series-arcade-hits. Läst 15 maj 2015.